# Gyepece
Gyepece (románul: Pajistea) csángó település Romániában, Bákó megyében.

## Fekvése
A Csíki-havasok Hárompataknak nevezett völgyében fekvő település.

## Nevének eredete
Gyepece a gyepű szó -ce kicsinyítővel képzett alakja.

## Története
Gyepece a 18. század végén, 19. század elején itt letelepedett pásztorok telepéből alakult ki az úgynevezett gyimesi hárompataki (Kostelek, Gyepece és Magyarcsügés) települések közé tartozik.
A falu lakossága azonban mára erősen megfogyatkozott. Lakói főleg állattartásból és fakitermelésből élnek.
Neve 1913-ban Gyepecze volt, ekkor közigazgatásilag Csík vármegye Szépvizi járásához tartozott, majd 1956-tól ismét Bákó megyéhez csatolták.
1966-ban 113 lakosa volt, amelyből 93 román, 20 magyar volt. 1992-ben 41, 2002-ben 37 lakost számoltak itt össze, ameyből 33 román, 4 magyar nemzetiségű volt.

## Hiedelmek, népszokások
A hárompataki csángók (Kostelek, Gyepece és Magyarcsügés lakói) közt máig fennmaradt népszokás a húsvéti tojásírás, melynek ideje nagypénteken volt.
A húsvéttal kapcsolatban maradt fenn az a hiedelem is, hogy nagycsütörtöktől kezdve kilenc csütörtökön át nem végezhetnek semmiféle mezőgazdasági munkát és a földeken sem dolgozhatnak. Azt tartják, hogy ha a hagyományt megszegnék, a jég elverné a határt.
A régi öregek emlékezete szerint nagypéntektől Húsvét vasárnapjáig még szöget beverni, kopogtatni is tilos volt, és nagypénteken fekete böjt-öt tartottak.